# MJ (バンド)
MJ（エムジェー）は、日本のロックバンド。前身のミクスチャー・ロックバンドJINDOU（ジンドウ）は、1997年に結成され、2004年にメジャーデビュー、2005年12月4日に解散。解散後、2006年2月10日、宮下昌也、永田雅規、宮下浩司を中心に、ベース川上武巳、ドラムス森本昌希を加えバンドスタイルを確立し、MJを結成。
ライブ活動の他、プロデュース、楽曲提供なども行う。

## 概要
- 2006年
  - 2月10日 - MK結成記念ファーストライブ
  - 5月13日 - 初ワンマンライブ
- 2007年
  - 1月4日～12月27日 - FMやまとレギュラーラジオ番組「MJの11PM」放送。番組提供の東京葬祭は、MJの曲『Rest in peace』をCMソングにしている
  - 2月10日 - MJ結成1周年記念ワンマンライブ
- MJ主催ライブ「MJ☆FIESTA」（2007年11月4日 Vol.14）

### クリエイト
- 2007年
  - 5月2日 - club Princeの「LOVEドッきゅん」プロデュース（宮下昌也・宮下浩司）テレビ東京「うぇぶたまww」エンディング・テーマ
  - 8月8日 - Hotch Potchの「Hotch&Potch」作曲編曲（宮下昌也・宮下浩司）
- 2008年
  - 1月9日 - club princeのファーストアルバム「パーティー野郎!」プロデュース（宮下昌也・宮下浩司、作詞・作曲・編曲多数）

### 楽曲提供
- 2007年
  - 7月18日 - 「海」をLeadに提供（作詞・宮下昌也、永田雅規 作曲・宮下浩司）
  - 11月14日 - 「パ☆リ☆ラ」をclub princeに提供（作詞・宮下昌也 作曲・宮下浩司、昌也 編曲・宮下浩司）

- 2008年
  - 2月13日 - コンピレーションアルバム「キャバトラ」に「キャバズッきゅん」（未来feat.伽場倉男）を提供（作詞作曲・永田雅規）＊伽場倉男（きゃばくらお）は、永田雅規本人

- 2011年
  - 5月25日 - 「マル・マル・モリ・モリ!」を薫と友樹、たまにムック。に提供（作詞作曲編曲・宮下浩司）オリコン最高位3位・7月6日時点で6週連続ベスト10入りを記録。

### CD
- MJ I rain cloud・秘密のFIESTA・街
- MJ II MASKED BALL・R.P.G・BEER!!
- MJ III 僕のエンジェリンコ・SCALE・Honey pie
- MJ IV BACK LASH・UNIVERSE・海
- MJ V Day dreamer～あの日あの春あの桜・アルピニア・mother

## メンバー
宮下昌也（みやした まさや）
血液型B、東京都出身
永田雅規（ながた まさき）
血液型A、東京都出身
宮下浩司（みやした こうじ）
血液型B、東京都出身
川上武巳（かわかみ たけみ）
血液型O、新潟県出身
森本昌希（もりもと よしき）
血液型B、三重県出身